# Helictotrichon sangilense
Helictotrichon sangilense là một loài thực vật có hoa trong họ Hòa thảo. Loài này được Krasnob. mô tả khoa học đầu tiên năm 1977.